# Pirmin
Pirmin ist ein männlicher Vorname. 

## Herkunft und Bedeutung
Herkunft und Bedeutung des Namens Pirmin sind unklar. Auch die ungewisse Herkunft des heiligen Pirmin kann keinen Aufschluss darüber geben. Entsprechend der Verehrung des Heiligen ist der Vorname vorwiegend in Deutschland (insbesondere im süddeutschen Raum), in Österreich und in der Schweiz verbreitet. Der heilige Pirmin (Pirminius) gründete im Jahr 724 das Kloster Reichenau, wo auch eine Statue St. Pirmin sowie eine Pirminstraße existieren.

## Namenstag
Der Gedenktag des heiligen Pirmin ist der 3. November, Namenstag aller Träger des Namens Pirmin.

## Bekannte Namensträger
- Pirminius (um 670–753), Klostergründer und Heiliger
- Pirmin Bischof (* 1959), Schweizer Politiker (Die Mitte)
- Pirmin Blaak (* 1988), niederländischer Hockeyspieler
- Pirmin Hacker (* 1996), österreichischer Skirennläufer
- Pirmin Holzschuh (* 1968), ehemaliger Prior des Zisterzienserklosters Stiepel
- Pirmin Huber (* 1987), Schweizer Musiker (Kontrabass, E-Bass, auch Büchel, Komposition)
- Pirmin Lang (* 1984), Schweizer Cyclocross- und Straßenradrennfahrer
- Pirmin August Lindner (1848–1912), österreichischer Benediktiner und Ordenshistoriker
- Pirmin Loetscher (* 1978), Schweizer Schriftsteller
- Pirmin Meier (* 1947), Schweizer Autor und Gymnasiallehrer
- Pirmin Pockstaller (1806–1875), österreichischer katholischer Geistlicher, Abt des Stiftes Fiecht in Tirol
- Pirmin Reichmuth (* 1995), Schweizer Schwinger
- Pirmin Schwander (* 1961), Schweizer Politiker (SVP)
- Pirmin Schwegler (* 1987), Schweizer Fußballspieler
- Pirmin Sedlmeir (* 1987), deutscher Schauspieler, Synchronsprecher und Hörspielsprecher
- Pirmin Spiegel (* 1957), deutscher römisch-katholischer Geistlicher, Hauptgeschäftsführer von Misereor
- Pirmin Spieß (* 1940), deutscher Rechtshistoriker
- Pirmin Stekeler-Weithofer (* 1952), deutscher Philosoph
- Pirmin Strasser (* 1990), österreichischer Fußballtorwart
- Pirmin Styrnol (* 1989), deutscher Journalist, Filmemacher und Synchronsprecher
- Pirmin Ullrich (* 1968), deutscher Jazzmusiker
- Pirmin Zurbriggen (* 1963), Schweizer alpiner Skirennfahrer